# Rachid Chirino
Rachid Enrique Chirino Serrano (Quesada, Alajuela, Costa Rica, 21 de octubre de 2000) es un futbolista costarricense que juega como extremo izquierdo en el Deportivo Saprissa de la Primera División de Costa Rica.

## Trayectoria

### A. D. San Carlos
El 31 de enero de 2019, Chirino debutó en la Primera División de Costa Rica contra Santos de Guápiles, durante 72 minutos en la victoria contundente 1-5. El 28 de abril, se enfrentó ante A. D. Carmelita, Chirino ingresó al minuto 70 y puso su primera anotación al minuto 86, finalizando con victoria 1-3.
El equipo norteño logró clasificarse a los play-off del campeonato, teniéndose que enfrentarse al C. S. Herediano en octavos de final. Rachid tuvo participación contra C. S. Herediano en la segunda vuelta donde tuvo 81 minutos de disputa y una anotación al minuto 26, los Toros del Norte, lograron ganar en el marcador global 4-3, siendo el resultado de avanzar a la final. Rachid se enfrentó contra el Deportivo Saprissa en la final, participando en el juego de ida, donde disputó 6 minutos en el empate 1-1. En el segundo encuentro fue suplente en el empate 0-0, el equipo de A. D. San Carlos se coronó campeón por el gol de visita en el Estadio Ricardo Saprissa Aymá, Chirino obtuvo su primer título nacional.
En la temporada 2019-20, Chirino disputó la Liga Concacaf a nivel internacional, compitiendo contra Santa Tecla FC y Alianza F. C., quedando eliminados en cuartos de final.
Tuvo participación en la Liga de Campeones de la Concacaf enfrentándose al New York City F. C., siendo eliminados en octavos de final por el marcador global 6-3, disputó en el juego de vuelta los 30 minutos.
El 20 de enero de 2022 disputó el Torneo de Copa de Costa Rica, enfrentándose al Santos de Guápiles en octavos de final, en el juego de ida disputó 45 minutos en la derrota 4-1. En el segundo partido, fue alineado como titular, marcando un doblete a los minutos 4 y 48, disputando 75 minutos del encuentro en la victoria 4-1, mientras en el marcador global se encontraba 5-5, siendo la eliminación del equipo norteño en penales 2-3.

### Maccabi Netanya F. C.
El 31 de julio de 2023, se oficializó su fichaje al Maccabi Netanya F. C. por un contrato de tres años y como opción a un año más. El 9 de agosto, se dio su debut con el equipo en la competición por la Copa Toto, Chirino ingresó al minuto 75 por la victoria 1-0. El 2 de septiembre, debutó en la Liga Premier de Israel contra el Hapoel Tel Aviv, Chirino disputó 68 minutos por la derrota 2-0.

### Hapoel Umm al-Fahm F. C.
El 5 de febrero de 2024, se oficializó su fichaje al Hapoel Umm al-Fahm F. C. en condición de préstamo por cinco meses. El 6 de febrero debutó contra el Bnei Yehuda Tel Aviv, Chirino ingresó al minuto 62 por la derrota 3-1.

### Deportivo Saprissa
El 3 de junio de 2024, se oficializó su fichaje al Deportivo Saprissa con un contrato hasta 2027, tras desvincularse con el Maccabi Netanya como agente libre. El 7 de julio, debutó con el club por medio de la Supercopa de Costa Rica 2024, Chirino ingresó al minuto 63 por el empate 0-0 y la derrota en penales en el marcador 4-5.

## Selección nacional
Fue convocado por el director técnico colombiano Luis Fernando Suárez para un partido amistoso contra la selección de El Salvador. El 21 de agosto de 2021 debutó con la selección de Costa Rica, ingresó al minuto 63, participando durante 27 minutos en el empate 0-0.

## Estadísticas

### Clubes
Actualizado al último partido jugado el 2 de agosto de 2024.
| Club                                              | Div.          | Temporada     | Liga  | Liga  | Liga   | Copas nacionales | Copas nacionales | Copas nacionales | Copas internacionales | Copas internacionales | Copas internacionales | Total | Total | Total  |
| Club                                              | Div.          | Temporada     | Part. | Goles | Asist. | Part.            | Goles            | Asist.           | Part.                 | Goles                 | Asist.                | Part. | Goles | Asist. |
| ------------------------------------------------- | ------------- | ------------- | ----- | ----- | ------ | ---------------- | ---------------- | ---------------- | --------------------- | --------------------- | --------------------- | ----- | ----- | ------ |
| A. D. San Carlos · Costa Rica                     |               |               |       |       |        |                  |                  |                  |                       |                       |                       |       |       |        |
| 1.ª                                               | 2018-19       | 13            | 2     | 0     | —      | —                | —                | —                | —                     | —                     | 13                    | 2     | 0     |        |
| 1.ª                                               | 2019-20       | 23            | 3     | 0     | —      | —                | —                | 4                | 0                     | 0                     | 27                    | 3     | 0     |        |
| 1.ª                                               | 2020-21       | 28            | 3     | 1     | —      | —                | —                | —                | —                     | —                     | 28                    | 3     | 1     |        |
| 1.ª                                               | 2021-22       | 41            | 4     | 6     | —      | —                | —                | —                | —                     | —                     | 41                    | 4     | 6     |        |
| 1.ª                                               | 2022-23       | 35            | 6     | 3     | 2      | 2                | 0                | —                | —                     | —                     | 37                    | 8     | 3     |        |
| Total club                                        | Total club    | 140           | 18    | 10    | 2      | 2                | 0                | 4                | 0                     | 0                     | 146                   | 20    | 10    |        |
| Maccabi Netanya F. C. Israel                      |               |               |       |       |        |                  |                  |                  |                       |                       |                       |       |       |        |
| 1.ª                                               | 2023-24       | 10            | 1     | 0     | 4      | 0                | 0                | —                | —                     | —                     | 14                    | 1     | 0     |        |
| Total club                                        | Total club    | 10            | 1     | 0     | 4      | 0                | 0                | 0                | 0                     | 0                     | 14                    | 1     | 0     |        |
| Hapoel Umm al-Fahm Israel                         |               |               |       |       |        |                  |                  |                  |                       |                       |                       |       |       |        |
| 2.ª                                               | 2023-24       | 13            | 2     | 1     | 1      | 0                | 0                | —                | —                     | —                     | 14                    | 2     | 1     |        |
| Total club                                        | Total club    | 13            | 2     | 1     | 1      | 0                | 0                | 0                | 0                     | 0                     | 14                    | 2     | 1     |        |
| Deportivo Saprissa · Costa Rica                   |               |               |       |       |        |                  |                  |                  |                       |                       |                       |       |       |        |
| 1.ª                                               | 2024-25       | 4             | 1     | 0     | 1      | 0                | 0                | 1                | 0                     | 0                     | 6                     | 1     | 0     |        |
| Total club                                        | Total club    | 4             | 1     | 0     | 1      | 0                | 0                | 1                | 0                     | 0                     | 6                     | 1     | 0     |        |
| Total carrera                                     | Total carrera | Total carrera | 167   | 22    | 11     | 8                | 2                | 0                | 5                     | 0                     | 0                     | 180   | 24    | 11     |
| 1. 2. Fuente:Transfermarkt / Soccerway / BeSoccer |               |               |       |       |        |                  |                  |                  |                       |                       |                       |       |       |        |

## Palmarés

### Títulos nacionales
| Título                         | Club             | País       | Año  |
| ------------------------------ | ---------------- | ---------- | ---- |
| Primera División de Costa Rica | A. D. San Carlos | Costa Rica | 2019 |

## Vida privada
Es hermano del futbolista Randy Chirino, con el que tuvo la oportunidad de compartir planilla en el mismo equipo en A. D. San Carlos.